# Понтремоли, Альдо
Альдо Понтремоли (итал. Aldo Pontremoli; 19 января 1896 — 25 мая 1928) — итальянский физик, заведовавший кафедрой теоретической физики на физическом факультете Миланского университета, а также основавший и руководивший Институтом современной физики при Миланском университете с 1924 года до своего исчезновения и предполагаемой смерти в мае 1928 года. Понтремоли был одним из шести человек, исчезнувших вместе с воздушной оболочкой дирижабля «Италия» после его крушения на льдах Арктики 25 мая 1928 года .

## Ранние годы и образование
Родился в Милане в 1896 году в семье Альфредо Понтремоли, сына Эсдры Понтремоли (ит.), и Лючии Луццатти, дочери Луиджи Луццатти. Получил образование в лицее в Милане. После двух лет дальнейшего обучения в Миланском политехническом университете перевелся на физический факультет в Римский университет «Ла Сапиенца». Учёба была прервана на время военной службы в Первую мировую войну. Получил Серебряную медаль за воинскую доблесть и Крест Воина.
Возобновив обучение в Риме и окончив его в 1920 году, стал ассистентом профессора Орсо Марио Корбино (ит.). Затем получил стипендию на обучение в Кембриджском университете, где работал в Кавендишской лаборатории под руководством Эрнеста Резерфорда.

## Научная карьера
В 1924 году Понтремоли основал Институт современной физики в Миланском университете, которым руководил до своего исчезновения в 1928 году. В 1926 году был назначен на недавно созданную кафедру теоретической физики в Миланском университете (как и Энрико Ферми в Риме и Энрико Персико во Флоренции).
Исследования Понтремоли касались в основном теоретической физики, оптики, ядерной физики и гидродинамики.

## Экспедиция Нобиле
В 1928 году Понтремоли присоединился к полярной экспедиции генерала Умберто Нобиле на дирижабле «Италия». Вместе с чешским физиком Франтишеком Бегоунеком Понтремоли отвечал за измерения магнитного поля Земли и космических лучей; большая часть собранных ими данных была утеряна в результате последующей катастрофы.
25 мая 1928 года при попытке вернуться на свою базу в Ню-Олесунне (Шпицберген) с Северного полюса, дирижабль совершил аварийную посадку на лёд. От удара кабина была разрушена, в результате чего на льду оказался один погибший и девять живых членов экипажа. После крушения Понтремоли был замечен на борту оболочки дирижабля живым и в сознании. Оболочка дирижабля улетела, унося с собой Понтремоли и ещё пятерых человек. Никаких следов оболочки в дальнейшем обнаружено не было.